# Molophilus sublictor
Molophilus sublictor là một loài ruồi trong họ Limoniidae. Chúng phân bố ở vùng Tân nhiệt đới.